# Bobrůvka
Bobrůvka är en ort i Tjeckien.   Den ligger i regionen Vysočina, i den centrala delen av landet, 140 km sydost om huvudstaden Prag. Bobrůvka ligger 525 meter över havet och antalet invånare är 239.
Terrängen runt Bobrůvka är platt. Runt Bobrůvka är det ganska glesbefolkat, med 43 invånare per kvadratkilometer. Närmaste större samhälle är Žďár nad Sázavou, 16,9 km nordväst om Bobrůvka. Trakten runt Bobrůvka består till största delen av jordbruksmark.